# Lliga de Futbol de Manila
La Lliga de Futbol de Manila (Manila Football League) fou una competició filipina de futbol. El campionat es restringia a la regió metropolitana de Manila i se celebrà entre 1930 i 1967 en lloc del campionat de les Filipines de futbol.

## Historial
Font:
- 1930:  De la Salle FC (1)
- 1931-35: No es disputà
- 1936:  De la Salle FC (2)
- 1937:  De la Salle FC (3)
- 1938:  De la Salle FC (4)
- 1939:  YCO Athletic Club (1)
- 1940:  YCO Athletic Club (2)
- 1941:  YCO Athletic Club (3)
- 1942-46: No es disputà
- 1947:  Turba Salvaje (1)
- 1948:  Turba Salvaje (2)
- 1949:  Turba Salvaje (3)
- 1950: No es disputà
- 1951:  San Miguel Brewery (1)[a]
- 1952:  Turba Salvaje (4)
- 1953:  IL-FGU (1)[b]
- 1954:  YCO Athletic Club (4)
- 1955:  Manila Lions FC (1)
- 1956:  Manila Lions FC (2)
- 1957:  Manila Lions FC (3)
- 1958:  Manila Lions FC (4)
- 1959:  Manila Lions FC (5)
- 1960:  Manila Lions FC (6)
- 1961:  Manila Lions FC (7)
- 1962-65: Desconegut
- 1966:  Navy FC (1)
- 1967:  Electron (1)

1. ↑  San Miguel Brewery pertany a la San Miguel Corporation Company.
2. ↑  Insurance Life Fidelity Guaranty Underwriters.